# Farmacóforo

Um exemplo de um modelo farmacofórico.

Farmacóforo em termos de química farmacêutica, é a região da molécula de um ligante que está intimamente ligada ao seu receptor.
O conhecimento dessa região possibilita o planejamento de drogas sintéticas.